# Nemaschema lineatum
Nemaschema lineatum là một loài bọ cánh cứng trong họ Cerambycidae.